# VFF Cup
Giải bóng đá giao hữu quốc tế VFF (tiếng Anh: VFF Vietnam International Friendly Cup, viết tắt: VFF Cup) là giải bóng đá giao hữu được tổ chức bởi Liên đoàn bóng đá Việt Nam (VFF) từ năm 2004 dành cho cấp độ đội tuyển quốc gia hoặc đội tuyển U-23 quốc gia. Giải đấu thường được tổ chức tại Sân vận động Quốc gia Mỹ Đình ở thủ đô Hà Nội, trừ năm 2012 và 2022 được tổ chức trên sân vận động Thống Nhất ở Thành phố Hồ Chí Minh.
Giải đấu từng được tổ chức thường niên trong giai đoạn 2004–2012 rồi bị bãi bỏ. Giải sau đó được tái tổ chức vào năm 2018 và kế đến là năm 2022.

## Lịch sử
Giải được tổ chức từ năm 2004 cho đến năm 2011 với tên gọi là Cúp Agribank. Năm 2008, Ngân hàng Nông nghiệp và Phát triển Nông thôn Việt Nam (Agribank) rút khỏi vị trí nhà tài trợ chính, và kể từ đó giải được gắn tên với những nhà tài trợ khác nhau, lần lượt là T&T Cup, Smartdoor Cup, Sơn Hà Cup (mùa giải năm 2011 và 2012 không có nhà tài trợ). Sau mùa giải năm 2012, VFF thông báo không còn tổ chức giải đấu. Sau đó, giải đấu được tổ chức trở lại vào năm 2018 với tên gọi Cúp Vinaphone cùng nhà tài trợ Tập đoàn Bưu chính Viễn thông Việt Nam (VNPT).
Vào năm 2021, giải bị hủy do đại dịch COVID-19 ở Việt Nam. Giải đấu lúc đó được dự kiến sẽ có các đội Olympic từ Oman, Nhật Bản và Bahrain và lấy tên là Mobifone Cup. Năm 2022, giải được tổ chức trở lại với tên Cúp Hưng Thịnh; chủ nhà Việt Nam đã có lần đầu tiên lên ngôi tại giải đấu này.

## Các lần tổ chức
| Năm      | Vô địch                                                 | Á quân                                                  | Hạng ba                                                 | Hạng tư                                                 |
| -------- | ------------------------------------------------------- | ------------------------------------------------------- | ------------------------------------------------------- | ------------------------------------------------------- |
| 2004     | Porto B                                                 | Việt Nam                                                | Santa Cruz                                              | Thái Lan XI                                             |
| 2005     | Olympic Việt Nam                                        | U-23 Thái Lan                                           | U-20 Nhật Bản                                           | U-23 Malaysia                                           |
| 2006     | Thái Lan                                                | Việt Nam                                                | New Zealand                                             | U-23 Bahrain                                            |
| 2007     | Olympic Uzbekistan                                      | Olympic Phần Lan                                        | Olympic Việt Nam                                        | U-23 Zimbabwe                                           |
| 2008     | Thái Lan                                                | Việt Nam                                                | Triều Tiên                                              |                                                         |
| 2009     | U-23 Việt Nam                                           | U-23 Trung Quốc                                         | U-23 Thái Lan                                           | U-23 Singapore                                          |
| 2010     | Triều Tiên                                              | Singapore                                               | Sinh viên Hàn Quốc                                      | Việt Nam                                                |
| 2011     | U-23 Uzbekistan                                         | U-23 Việt Nam                                           | U-23 Malaysia                                           | U-23 Myanmar                                            |
| 2012     | Sinh viên Hàn Quốc                                      | Turkmenistan                                            | Việt Nam                                                | Lào                                                     |
| 2018     | U-23 Việt Nam                                           | U-23 Palestine                                          | U-23 Uzbekistan                                         | U-23 Oman                                               |
| 2021     | Bị huỷ bỏ vì đại dịch COVID-19                          | Bị huỷ bỏ vì đại dịch COVID-19                          | Bị huỷ bỏ vì đại dịch COVID-19                          | Bị huỷ bỏ vì đại dịch COVID-19                          |
| 2022     | Việt Nam                                                | Ấn Độ                                                   | Singapore                                               | Không có                                                |
| 2024     | Giải đấu không thể hoàn thành do ảnh hưởng của Bão Yagi | Giải đấu không thể hoàn thành do ảnh hưởng của Bão Yagi | Giải đấu không thể hoàn thành do ảnh hưởng của Bão Yagi | Giải đấu không thể hoàn thành do ảnh hưởng của Bão Yagi |
| 2024 (2) | Bị huỷ bỏ do Liban xin rút lui vì yếu tố chính trị      | Bị huỷ bỏ do Liban xin rút lui vì yếu tố chính trị      | Bị huỷ bỏ do Liban xin rút lui vì yếu tố chính trị      | Bị huỷ bỏ do Liban xin rút lui vì yếu tố chính trị      |

## Tranh cãi
Kể từ khi được thành lập vào năm 2004, đã có nhiều tranh cãi xung quanh việc tổ chức giải đấu, trong đó việc thiếu các đội bóng chất lượng tham gia giải đã trở thành vấn đề phổ biến. Trong lần đầu tiên tổ chức, Thái Lan đã cử một 'đội tuyển chọn' gồm các cầu thủ ở giải quốc nội chưa được người hâm mộ Việt Nam biết đến, thay vì đội tuyển quốc gia như VFF yêu cầu.
Nhật Bản và Bahrain đều lần lượt cử các đội trẻ của họ ở các giải đấu năm 2005 và 2006, và các đội khách mời đều thiếu chất lượng theo yêu cầu của ban tổ chức. Trước sự thất vọng của ban tổ chức Việt Nam vào năm 2006, Hiệp hội bóng đá Bahrain (BFA) đã gửi thư nêu lý do không cử một đội đầy đủ sức mạnh tham dự giải đấu. Vào năm 2007, Thái Lan một lần nữa từ chối lời mời tham dự, và Zimbabwe đã được mời để lấp vị trí mà Thái Lan để lại.
Do sự kết hợp của nhiều yếu tố, như thiếu đội chất lượng và sự khiếm khuyết của VFF trong vai trò đơn vị tổ chức giải đấu, Agribank thông báo ngừng tài trợ giải đấu vào năm 2008.